# Älvsjö stadsdelsområde

Stadsdelsområdet Älvsjö i Stockholm.

Älvsjö var ett stadsdelsområde i Söderort i Stockholms kommun med cirka 28 000 invånare. Stadsdelsområdet omfattade stadsdelarna Herrängen, Långbro, Långsjö, Älvsjö, Solberga, Örby Slott och Liseberg.
Stadsdelsnämnden startade sin verksamhet den 1 januari 1997 som en av 24 stadsdelsområden. Det uppgick 1 juli 2020 i Hägersten-Älvsjö stadsdelsområde.
Folkmängden uppgick till 28 141 personer under 2016.